# Backtrack (aeronautica)

Manovra di backtrack necessaria per decollare dalla pista 01 dell'aeroporto di Bolzano.

Il backtrack aeronautico o backtaxi (in italiano contropista) è una manovra di rullaggio che consiste nel muoversi lungo la pista nella direzione opposta alla quale si vuole decollare o si è appena atterrati. Nel caso del decollo, una volta giunti all'estremità della pista, la manovra termina ruotando il muso dell'aereo di 180 gradi, per poter ridecollare nella direzione prevista.
Anche se i tre nomi sono ampiamente utilizzati, il termine corretto e approvato dall'ICAO per le comunicazioni radio atto a identificare questa manovra è backtrack.

## Motivazioni e Limiti
La manovra è tipicamente utilizzata in aeroporti minori, dove la pista di atterraggio non ha raccordi laterali, oppure quando i raccordi sono occupati. In alcuni aeroporti, come ad esempio l'aeroporto di Firenze, la pista è nella stragrande maggioranza dei casi utilizzata in un solo senso. Per questo motivo non è stato necessario costruire un raccordo parallelo alla pista e nei rari casi in cui è necessario decollare dalla direzione opposta, ovvero quando è presente forte vento contrario, si rende necessaria la manovra di backtrack.
Nei grandi aeroporti il backtrack è una manovra quasi mai utilizzata perché implica un tempo d'occupazione della pista piuttosto elevato.

## Incidenti legati alla manovra
Questa manovra impegna la pista di atterraggio e per questo motivo è considerata alla pari di decollo e atterraggio dal punto di vista della sicurezza aerea. Infatti, durante le comunicazioni radio, è obbligatorio da parte del pilota il corretto readback dell'istruzione di backtrack data dal controllore, al fine di verificare la corretta interpretazione del messaggio.

### Disastro di Tenerife

Schema della dinamica dell'incidente. Si può vedere come il KLM ha eseguito una manovra di Backtrack

Il disastro aereo di Tenerife avvenuto il 27 marzo 1977 costituisce l'incidente aereo con il maggior numero di vittime. A causa di un attentato a un aeroporto non collegato con l'incidente, molti aerei tra cui il Pan Am 1736 e il KLM 4805 coinvolti nell'incidente sono stati forzatamente fatti atterrare presso l'aeroporto di aeroporto di Los Rodeos. Il sovraffollamento del piccolo scalo ha obbligato i controllori di volo a utilizzare la pista di rullaggio parallela alla pista di atterraggio come parcheggio, obbligando così i piloti ad eseguire una manovra di backtrack per decollare. Il KLM 4805 eseguì la manovra di backtrack e, male interpretando una comunicazione radio, iniziò la corsa per il decollo, finendo per schiantarsi contro il Pan Am 1736 ancora presente sulla pista. L'indisponibilità della taxi laterale di rullaggio e la conseguente manovra di backtrack e impegno della pista da parte del Pan Am, seppur non fu la causa principale dell'incidente, contribuì ad esso.